# Alfabetos do idioma somali
Vários sistemas de escritas foram utilizados para transcrever a língua Somali. Destes, o alfabeto latino é o mais utilizado. 

## Alfabeto latino
Artigo principal: Alfabeto latino somali
O alfabeto latino somaliano, ou alfabeto latino somali, foi desenvolvido pelo linguista somali Shire Jama Ahmed especificamente para o idioma somali. Ele usa todas as letras do alfabeto latino inglês, exceto p, ve z, e possui 21 consoantes e 5 vogais. Não há sinais diacríticos ou outros caracteres especiais, exceto o uso do apóstrofo para a parada glótica, que não ocorre inicialmente com a palavra. Além disso, existem três dígrafos consoantes: DH, KH e SH. O tom não está marcado e as vogais da frente e de trás não são distinguidas. Letras maiúsculas são usadas no início de uma frase e para nomes próprios.
Várias tentativas foram feitas a partir da década de 1920 para padronizar o idioma usando vários alfabetos diferentes. A partir de 1960, o debate sobre qual sistema de escrita usar para transcrever a língua somali se arrastou por nove anos. Não menos que uma dúzia de linguistas foi encarregada de desenvolver um script viável. Por fim, foi adotado o refinado alfabeto latino somali de Shire Jama Ahmed, um alfabeto que ele costumava publicar panfletos e pequenos livros de exercícios de Af Soomaali em sua própria impressora. Ahmed argumentou que, embora a maioria das pessoas fosse a favor do uso do script em árabe, era mais prático usar o latim principalmente devido à sua simplicidade, ao fato de que se prestava bem a escrever somali, pois podia lidar com todos os sons da língua. linguagem e a existência já difundida de máquinas e máquinas de escrever projetadas para seu uso.  Panfletos explicando a nova padronização foram divulgados ao público em um estádio de futebol em Mogadíscio em 10 de outubro de 1972.

## Alfabeto árabe
Artigo principal: Alfabeto árabe somali
Antes da chegada dos italianos e britânicos, os somalis e as fraternidades religiosas escreviam em árabe ou usavam uma transliteração ad hoc do somali para a escrita árabe, conhecida como escrita de Wadaad. Ele contém 32 letras, 10 das quais são vogais. Os 22 restantes são consoantes.
Segundo Bogumil Andrezewski, esse uso era limitado aos clérigos somalis e seus associados, já que os sheiks preferiam escrever na língua árabe litúrgica. No entanto, existem vários manuscritos históricos em somali, que consistem principalmente em poemas islâmicos (qasidas), recitações e cânticos.  Entre esses textos estão os poemas somalis de Sheikh Uways e Sheikh Ismaaciil Faarah. O restante da literatura histórica existente em somali consiste principalmente em traduções de documentos do árabe. 

## Alfabeto osmanya
Artigo principal: Alfabeto osmanya
O alfabeto de Osmanya, também conhecido como Far Soomaali ("escrita somali"), é um script criado para transcrever a língua somali. Foi inventado entre 1920 e 1922 por Osman Yusuf Kenadid, do clã Majeerteen Darod, sobrinho do sultão Yusuf Ali Kenadid, do sultanato de Hobyo (Obbia). Um alfabeto foneticamente sofisticado, Kenadid inventou o alfabeto no início da campanha nacional para estabelecer uma ortografia padrão para os somalis. 

## Alfabeto borama
Artigo principal: Alfabeto borama
O alfabeto Borama (escrita Gadabuursi) foi desenvolvido por volta de 1933 por Abdurahman Sheikh Nuur, do clã Gadabuursi.  Embora não seja tão conhecido como Osmanya, produziu um notável corpo de literatura consistindo principalmente de qasidas.  Um sistema de escrita fonética bastante preciso,  o script Borama foi usado principalmente por Nuur e seu círculo de associados em sua cidade natal, Borama. 

## Alfabeto kaddare
Artigo principal: Alfabeto kaddare
O alfabeto Kaddare foi inventado em 1952 por Hussein Sheikh Ahmed Kaddare, do clã Abgaal Hawiye. Um sistema de escrita foneticamente robusto, as comissões técnicas que avaliaram o roteiro concordaram que era uma ortografia muito precisa para a transcrição de somalis.  Várias das letras de Kaddare são semelhantes às do alfabeto de Osmanya, enquanto outras têm uma semelhança com Brahmi. 